# Humesosquilla
Humesosquilla is een geslacht van kreeftachtigen uit de klasse van de Malacostraca (hogere kreeftachtigen).

## Soort
- Humesosquilla decimdentata (Manning, 1970)